# Farsight Vision
Farsight Vision — українсько-естонська оборонна технологічна компанія, заснована 2023 року;  розробляє програмне та апаратне забезпечення для розвідки та ситуаційної обізнаності з використанням геопросторового аналізу та 3D-моделювання місцевості за даними з БПЛА. Учасниця кластерів оборонних технологій Brave1, IRON та Techosystem Defense.  
З 2024 року Сили безпеки й оборони України (ЗСУ, Національна гвардія, Національна поліція, Державна прикордонна служба) використовують рішення компанії під час російсько-української війни. 

## Історія
Компанію заснували 2023 року Вікторія Яремчук та Володимир Неп'юк, які познайомилися під час навчання у Львівській бізнес-школі УКУ (Українського католицького університету). Ідея продукту полягала в 3D-моделюванні та картуванні окопів, оскільки від українських військових був запит на те, щоб розуміти конструкції ворожих російських окопів для кращого планування своїх дій. Вже в лютому 2024 року перші рішення Farsight Vision почали застосовувати на лінії фронту. У травні 2024 року компанія здійснила перші продажі свого продукту. Юридично компанію зареєстрували в Україні та Естонії.
Влітку 2024 року компанія взяла участь у п'ятиденній програмі Extreme Bootcamp, організованій коаліцією інвесторів Darkstar для стартапів у галузі оборонних технологій. За словами Рагнара Сасса, співзасновника коаліції, Farsight Vision були високо оцінені серед учасників програми. У вересні 2024 року компанія отримала 600 тисяч євро інвестицій від Darkstar — на додачу до попередніх інвестицій від фонду Freedom Fund VC та ангельських інвесторів.

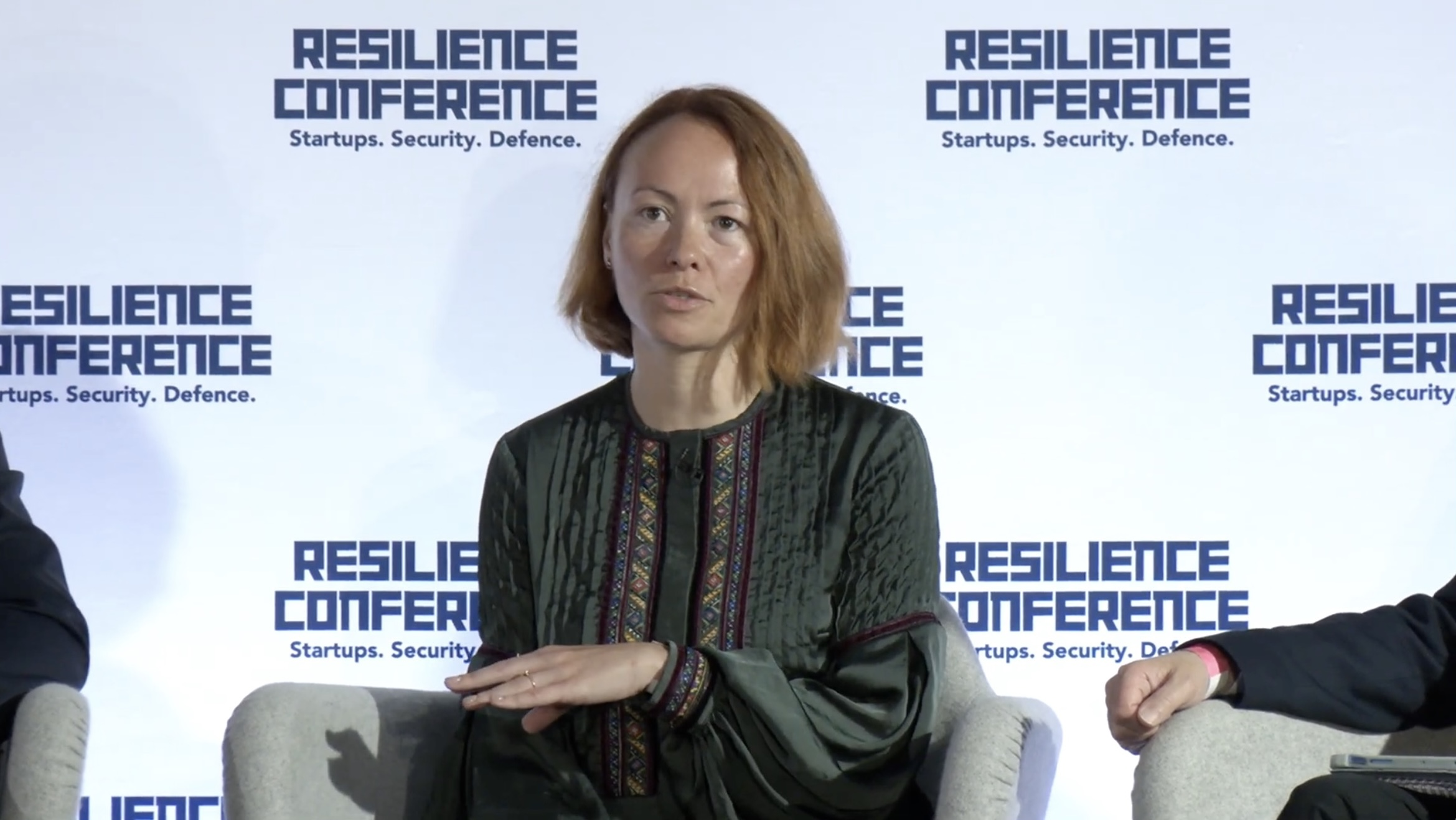
Вікторія Яремчук (CEO) на конференції Resilience Conference 2024 у Лондоні, вересень 2024

У кінці вересня 2024 року компанія була представлена на безпековій конференції Resilience Conference у Лондоні. Пізніше Farsight Vision підписали меморандум про співпрацю з Центром гуманітарного розмінування. У травні 2025 року компанія представила свої рішення на виставці оборонних технологій DSEI Japan у Японії — у межах співпраці кластера оборонних технологій Brave1 та японської компанії Rakuten, яка сприяє виходу українських стартапів на японський ринок.
Навесні 2025 року розробки компанії почали використовувати на військових навчаннях у Естонії, а у червні того ж року їх включили до онлайн-курсу для військових «Застосування технологій в умовах війни» від проєкту Victory Drones.

## Продукти
Компанія розробляє апаратне та програмне забезпечення для збору, обробки й аналізу медіаданих, отриманих із дронів, у тому числі в умовах радіоелектронної боротьби. FSV Mapper — автономний пристрій, що попередньо обробляє медіафайли та передає їх на платформу ситуаційної обізнаності; призначений для роботи в умовах із нестабільним зв'язком. FSV Navigator — модуль навігації, що кріпиться на дрон і розроблений для допомоги в утриманні маршруту, коли відсутній GPS-зв'язок.

### FSV Platform
FSV Platform — платформа для геопросторового аналізу та ситуаційної обізнаності; перетворює фото- і відеоматеріали, зібрані в умовах радіоелектронної протидії, на точні ортофотоплани та 3D-моделі місцевості («цифрові двійники»), з точністю до 5–7 см на піксель. Результати обробки відображаються у вигляді шарів на цифровій мапі і окремо доступні через VR-застосунок.
Платформа автоматично виявляє об’єкти і зміни на території, а також інтегрується з платформами ситуаційної обізнаності та керування боєм «Дельта», «Кропива», Combat Vision, MilChat і TacticMap.